# Слободиха
Слободиха — деревня в Рамешковском районе Тверской области.

## География
Находится в восточной части Тверской области на расстоянии приблизительно 12 км на запад-юго-запад по прямой от районного центра поселка Рамешки на правом берегу реки Медведица.

## История
Известна с 1859 года как помещичья карельская деревня с 28 дворами, принадлежавшая Н. В. Зиновьеву, генерал-адъютанту, проживавшему в Петербурге. В 1887 — 39 дворов, в 1934 — 39 хозяйств, в 1998 — 4 дома местных жителей и 4 — собственность наследников и дачников. В советское время работали колхозы «Красный путиловец», «Коллективист» и совхоз «Тучевский». До 2021 входила в сельское поселение Никольское Рамешковского района до их упразднения.

## Население
Численность населения: 172 человека (1859 год), 190 (1887), 233 (1917, все карелы), 238 (1934), 13 (1989), 7 (карелы 43 %, русские 43 %) в 2002 году, 1 в 2010.